# Поррас Кардосо, Бальтасар Энрике
Бальтасар Энрике Поррас Кардосо (исп. Baltazar Enrique Porras Cardozo; род. 10 октября 1944, Каракас, Венесуэла) — венесуэльский кардинал. Титулярный епископ Ламдии и вспомогательный епископ Мериды с 23 июля 1983 по 30 октября 1991. Архиепископ Мериды с 30 октября 1991 по 17 января 2023. Апостольский администратор sede vacante et ad nutum Sanctae Sedis Каракаса с 9 июля 2018 по 17 января 2023. Архиепископ Каракаса с 17 января 2023 по 28 июня 2024. Кардинал-священник с титулом церкви  Санти-Джованни-Эванджелиста-э-Петронио с 19 ноября 2016. 

## Биография
Родился в Каракасе (Венесуэла). Старший сын от брака Бальтасара Порраса Порраса и Бланки Лус Кардосо Эредиа, старший из восьми братьев и сестер.
Был рукоположен в священника 30 июля 1967 года. Рукополагал его тогдашний архиепископ Мериды Мигель Антонио Салас-и-Салас.
Поррас Кардосо был назначен вспомогательным епископом Мериды 23 июля 1983 года. Его епископская хиротония прошла 17 сентября 1983 года, возглавлял её кардинал Хосе Лебрун Моратинос, которому помогали и сослужили архиепископ Мериды Мигель Антонио Салас-и-Салас и архиепископ Маракайбо Доминго Роа Перес.
Он был назначен архиепископом Мериды 31 октября 1991 года. Бальтасар Энрике Поррас Кардосо сменил предыдущего епископа Мериды Мигеля Антонио Саласа-и-Саласа.
Председатель Конференции католических епископов Венесуэлы (исп. Conferencia Episcopal Venezolana). Вице-председатель Латиноамериканского епископского совета (исп. Consejo Episcopal Latino-Americano).

## Кардинал
9 октября 2016 года, во время чтения молитвы Ангелус Папа Франциск объявил, что будут созданы новые кардиналы на консистории от 19 ноября 2016 года, среди которых был назван и Бальтасар Энрике Поррас Кардосо.
17 января 2023 года Папа Франциск назначил его архиепископом Каракаса.